# Чеховець (річка)
Чеховець — річка в Українських Карпатах, у межах Хустського району Закарпатської області. Права притока Ріки (басейн Дунаю).

## Опис
Довжина 17 км, площа басейну 56,6 км². Похил річки 34 м/км. Річка типово гірська. Долина глибока, переважно V-подібна, заліснена (особливо в середній та верхній течії). Річище слабозвивисте.

## Розташування
Чеховець бере початок на північ від села Медвежий, між південно-східними відногами масиву Полонина Боржава. Тече переважно на південь. Впадає до Ріки між селами Монастирець і Горінчово.

## Населені пункти
Над річкою розташовані села: Медвежий, Тополин, Поточок, Монастирець.